# Macrogrammites
Macrogrammitas es un género extinto de cefalópodos pertenecientes a la subclase Ammonoidea.